# Konrad Piekarski
Konrad Piekarski (* 19. Mai 1993) ist ein polnischer Poolbillardspieler.

## Karriere
Nachdem Konrad Piekarski 2006 bei der Polnischen Jugend-Meisterschaft Dritter im 9-Ball und Zweiter im 14/1 endlos der Schüler wurde, gelang es ihm 2007 im 8-Ball Polnischer Schüler-Meister zu werden sowie Dritter im 14/1 endlos.
Bei der Jugend-EM wurde er 2008 im Finale gegen den Ungarn Daniel Laszlo Vize-Europameister im 9-Ball der Schüler, 2009 wurde er dort Dritter.
Im Juli 2010 gelang ihm bei den Austria Open erstmals der Einzug in die Finalrunde eines Euro-Tour-Turniers. Er schied jedoch im Achtelfinale gegen David Alcaide aus.
Im September 2011 wurde Piekarski im Finale gegen seinen Landsmann Marek Kudlik Vize-Weltmeister der Junioren.
Bei der Europameisterschaft 2012 erreichte Piekarski das Viertelfinale im 14/1 endlos, unterlag dort aber dem Österreicher Mario He. Im 8-Ball, 9-Ball und im 10-Ball schied er im Sechzehntelfinale aus.
Bei den Italy Open 2012 und 2013 erreichte Piekarski jeweils das Achtelfinale.
Im Mai 2014 wurde Piekarski Dritter im 9-Ball beim Deurne City Classic.